# Agrilus nelae
Agrilus nelae es una especie de insecto del género Agrilus, familia Buprestidae, orden Coleoptera.
Fue descrita científicamente por Curletti, en el año 2000.